# Qal‘eh Ḩājī Taqī
Qal‘eh Ḩājī Taqī (persiska: Qal‘eh-ye Ḩājjī Taqī, قلعه حاجی تقی) är en ort i Iran.   Den ligger i provinsen Nordkhorasan, i den nordöstra delen av landet, 600 km öster om huvudstaden Teheran. Qal‘eh Ḩājī Taqī ligger 1 200 meter över havet och antalet invånare är 882.
Terrängen runt Qal‘eh Ḩājī Taqī är platt åt sydväst, men åt nordost är den kuperad. Runt Qal‘eh Ḩājī Taqī är det ganska glesbefolkat, med 38 invånare per kvadratkilometer. Närmaste större samhälle är Fārūj, 7,8 km väster om Qal‘eh Ḩājī Taqī. Omgivningarna runt Qal‘eh Ḩājī Taqī är i huvudsak ett öppet busklandskap.